# Okeren leemhoed
De okeren leemhoed (Agrocybe ochracea) is een schimmel behorend tot de familie Strophariaceae. Hij leeft saprotroof op hout, spaanders en snippers. Hij komt voor op loofbomen- en struiken.

## Verspreiding
In Nederland komt de okeren leemhoed zeer zeldzaam voor. Hij is bekend van zeven atlasblokken (anno 2025).